# Пітер Буріан
Пітер Буріан (словац. Peter Burian; 21 березня 1959, Глоговець, Чехословаччина) — словацький дипломат. Він був послом Словаччини в США. Постійний представник Словаччини при Організації Об'єднаних Націй. З 2015 по червень 2021 року був спеціальним представником ЄС у Центральній Азії.

## Життєпис
Народився 21 березня 1959 року в Глоговець, Чехословаччина. Вивчав сходознавство в Ленінградському державному університеті. Володіє англійською, французькою, російською та арабською мовами
З 1983 року на дипломатичній роботі у відділі Близького Сходу Міністерства закордонних справ Чехословаччини. З 1987 по 1989 рік був заступником голови місії посольства своєї країни в Бейруті (Ліван). У 1991 році він повернувся до Держдепартаменту, а в 1992 році поїхав до Вашингтона, в якості тимчасового повіреного у справах посольства Чехословаччини в Сполучених Штатах.
Після розпаду Чехословаччини 1 січня 1993 року, був прийнятий на службу до МЗС Словацької Республіки і відразу ж став тимчасовим повіреним у справах у посольстві Словаччини у Вашингтоні до 1997 року. Потім він став генеральним директором департаменту («справи людського виміру») Міністерства закордонних справ Словаччини. З 2003 року очолював відділ планування та аналізу політики МЗС Словаччини.
З 1999 по 2003 роки був постійним представником Словаччини в штаб-квартирі НАТО в Брюсселі. З 2 грудня 2004 року до листопада 2008 року він був на посаді постійного представника Словаччини в Організації Об'єднаних Націй (ООН) і був членом Ради Безпеки, коли країна була непостійним членом у 2006—2007 роках. На цій посаді він очолював комітет у лютому 2007 року. У грудні 2008 року став послом Словацької Республіки в США до його відкликання до Братислави у вересні 2012 року. Потім він став державним секретарем у Міністерстві закордонних справ Словаччини.
З 15 квітня 2015 року — спеціальний представник Європейського Союзу відповідав за відносини з державами Центральної Азії.